# إيزابيلا غراهام
إيزابيلا غراهام (بالإنجليزية: Isabella Graham)‏ هي مربية أمريكية، ولدت في 29 يوليو 1742، وتوفيت في 27 يوليو 1814.

## وصلات خارجية
- إيزابيلا غراهام على موقع الموسوعة البريطانية (الإنجليزية)